# Bill Orchard
William Henry Orchard, detto Bill (31 ottobre 1929 – 27 ottobre 2014), è stato un pallanuotista e medico australiano.

## Biografia

### Atleta
Ha partecipato, come membro dell'Australia, alle Olimpiadi di Helsinki 1952 e di Melbourne 1956

### Medico
Si è ritirato dalla nazionale dopo che ai Giochi di Melbourne aveva collezionato 50 presenze con l'Australia. Dopo la pallanuoto, ha studiato negli Stati Uniti e nel Regno Unito prima di tornare in patria, dove è diventato uno degli psichiatri più eminenti del paese. Ha praticato per oltre 50 anni specializzandosi nei disturbi bipolari e nel disturbo da deficit di attenzione e iperattività dell'adulto.